# Кавайонский собор
 Кавайонский собор  (фр. Cathédrale Notre-Dame-et-Saint-Véran de Cavaillon) — бывший кафедральный собор, находящийся в городе Кавайон, Франция. Собор назван в честь Пресвятой Девы Марии и святого Верана Кавайонского. Кавайонский собор является национальным историческим и архитектурным памятником Франции.

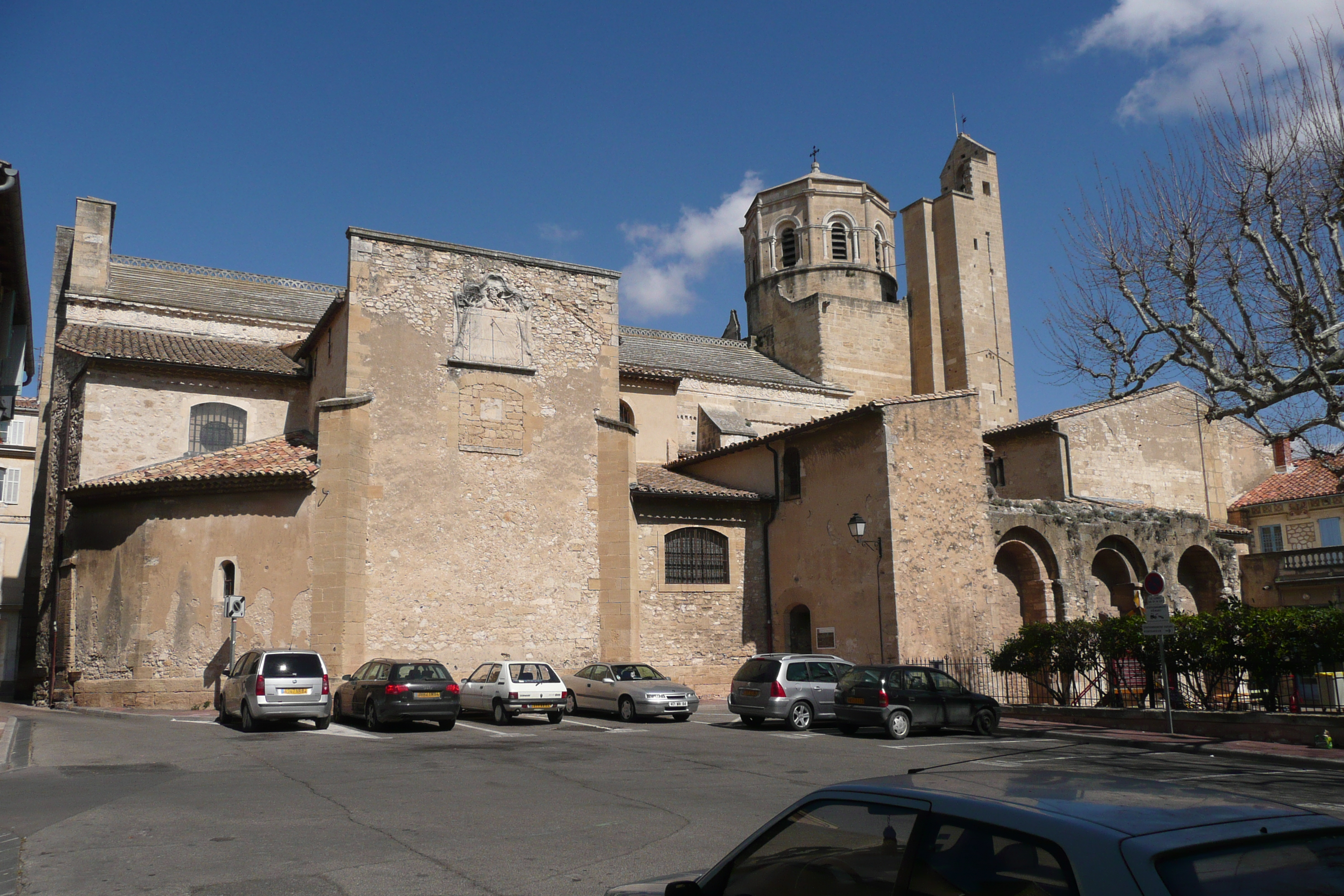
Кавайонский кафедральный собор

## История
Кавайонский собор был построен в романском стиле и освящён в 1251 году Римским папой Иннокентием V. До Французской революции кавайонский собор являлся кафедральным собором епископов епархии Кавайон. В 1801 году епархия Кавайон была отменена и присоединена к епархии Авиньона.